# Raionul Kovel, Volîn
Kovel (în ucraineană Ковельський район, transliterat: Kovelskîi raion) este un raion în regiunea Volîn, Ucraina. Are reședința la Kovel.
Are o suprafață de 7.647,9 km². Populația este de 266.304 locuitori, determinată în 1 ianuarie 2022, prin bilanț demografic[*].